# Władze Galicji i Lodomerii

## KrólowieGalicji i Lodomerii
Cesarze austriaccy noszący tytuł króla Galicji i Lodomerii, wielkiego księcia Krakowa (Wielkie Księstwo Krakowskie utworzono po włączeniu Wolnego Miasta Krakowa w 1846 roku w skład zaboru austriackiego. Jednakże tytuł wielkiego księcia Krakowa został włączony do tytułu cesarskiego już 9 sierpnia 1806 roku.) oraz księcia Oświęcimskiego i Zatorskiego
| Władca             | Portret władcy | Lata panowania | Informacje dodatkowe |
| ------------------ | -------------- | -------------- | --- |
| Maria Teresa       |                | 1772–1780      | Królowa Węgier, Czech, Chorwacji, etc. i arcyksiężna Austrii 1740–1780. Małżonka cesarza rzymsko-niemieckiego Franciszka I.                                  |
| Józef II           |                | 1772–1790      | Od 1765 jako współregent. Od 1780 władca samodzielny. Cesarz rzymsko-niemiecki, Król Niemiec, Węgier, Czech, Chorwacji, etc. i arcyksiążę Austrii 1765–1790. |
| Leopold II         |                | 1790–1792      | Cesarz rzymsko-niemiecki, Król Niemiec, Węgier, Czech, Chorwacji, etc. i arcyksiążę Austrii 1790–1792.                                                       |
| Franciszek II      |                | 1792–1815      | Cesarz Austrii, Król Węgier, Czech, Chorwacji, Lombardii i Wenecji, etc. Prezydent Związku Niemieckiego.                                                     |
| Ferdynand I        |                | 1835–1848      | Cesarz Austrii, Król Węgier, Czech, Chorwacji, Lombardii i Wenecji, etc. Prezydent Związku Niemieckiego.                                                     |
| Franciszek Józef I |                | 1848–1916      | Cesarz Austrii, Król Węgier, Czech, Chorwacji, etc. 1848–1916. Król Lombardii i Wenecji 1848–1866. Prezydent Związku Niemieckiego 1848–1866.                 |
| Karol I            |                | 1916–1918      | Cesarz Austrii, Król Węgier, Czech i Chorwacji, etc. |

## Gubernatorzy i namiestnicy
Lista gubernatorów i generalnych gubernatorów Galicji zob. Gubernium lwowskie
Lista Namiestników Galicji zob. Namiestnictwo galicyjskie

## Gubernatorzy wojskowi Galicji
- 03.1779  - 06.1779 –  Johann Wilhelm Schröder von Lilienhof
- 10.1786 – 09.1790 –  Friedrich Josias Prinz von Sachsen-Coburg-Saalfeld
- 09.1790 – 01.1797 – Dagobert Sigmund Graf von Wurmser
- 01.1797 – 04.1800 – Joseph Ludwig Mathias Graf de la Fontaine von Harnoncourt
- 09.1806 – 02.1810 – Heinrich Joseph Johannes von Bellegarde
- 04.1810 – 07.1813 – Heinrich XV. Fürst zu Reuss-Plauen
- 07.1813 – 07.1814 – Michael von Kienmayer
- 07.1814 – 05.06.1819 – Johann Karl von Hiller
- 06.08.1819 – 10.09.1824 – Heinrich XV. Fürst zu Reuss-Plauen
- 09.1824 – 12.1827 – Johann Karl Peter Ferdinand Graf Hennequin de Fresnel et Curel
- 12.1827 – 12.1829 – Philipp August Friedrich Prinz Hessen-Homburg
- 12.1829 – 21.07.1831 – Joseph Xaver von Stutterheim
- 07. 1831 – 12.1831 – Johann Ignaz Graf von Hardegg auf Glatz und im Machlande
- 12.1831 – 08.1832 – Ignaz Ludwig Paul von Lederer
- 08.1832 – 06.1835 – arcks. Ferdynand Karol Józef Habsburg-Este
- 06.1835 – 08.1839 – Friedrich Karl Gustav Langenau

## Marszałkowie Sejmu Krajowego Galicji
Lista marszałków zob, Sejm Krajowy (Galicja)